# Magyar Atlétikai Club
El Magyar Atlétikai Club és un club de futbol hongarès de la ciutat de Budapest.

## Història

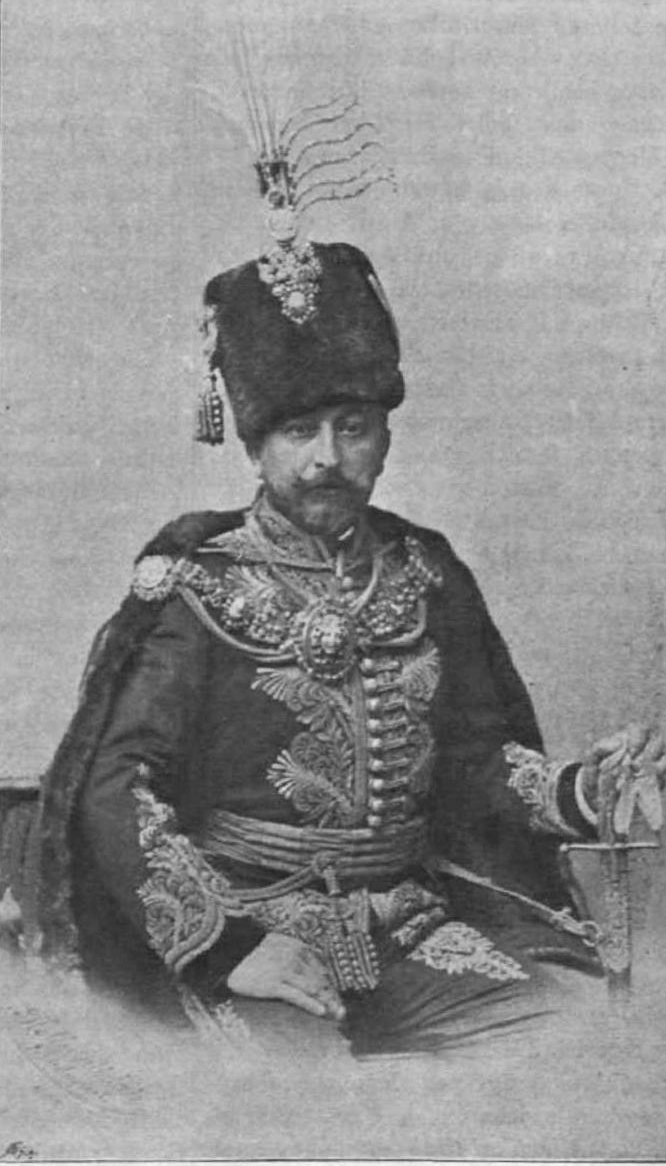
Géza Andrássy, president del club

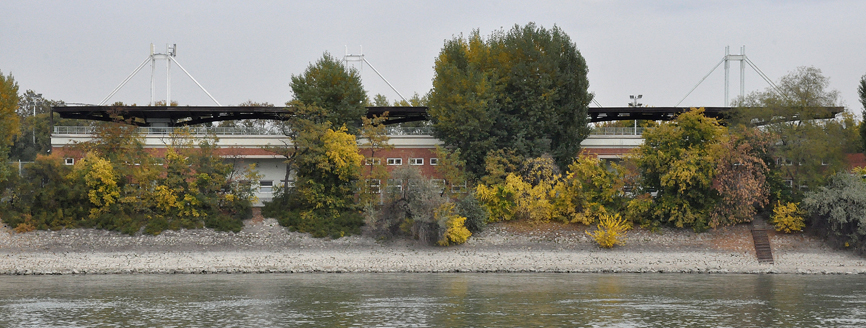
Estadi Margitsziget

Magyar AC debutà a la lliga hongaresa el 1903, acabant setè. Fou finalista de copa la temporada 1910-11 i la 1913-14.
Evolució del nom:
- 1875-1945: Magyar Athletikai Club
- 1928: secció de futbol dissolta
- 1988-1993: Magyar Athletikai Club
- 1993: fusió amb Népstadion Szabadidő Egyesület
- 1993-2011: MAC Népstadion SE
- 2011-2013: Magyar Athletikai Club
- 2013: fusió amb Grund 1986 FC

## Palmarès
- Copa d'Hongria: 
  - Finalista: 1910-11, 1913-14